# The Sims 3: Ambitions
The Sims 3: Ambitions — друге доповнення для комп'ютерної гри жанру стратегічного симулятору життя The Sims 3. В США вийшло 1 червня 2010. Доповнення The Sims 3: Ambitions представляє в ігровому процесі нові кар'єрні можливості і контрольні механізми, включаючи маніпуляції із прогресом кар'єри сімів, їх дії та взаємодії під час робочого дня. Нові кар'єри, які відрізняються від стандартних професій, включають пожежника, детектива, мисливця за привидами, стиліста та архітектурного дизайнера. Додаткові кар'єрні шляхи внесли різноманіття в набори навичок сімів.

## Ігровий процес
The Sims 3: Ambitions спрямоване на розширення кар'єри сімів. Доповнення додає нові кар'єрні шляхи, які змінюють стиль стандартного ігрового процесу. До The Sims 3: Ambitions всі кар'єри були розроблені на прикладі «кролячих нір», оскільки заходячи в будівлі місця своєї роботи, сіми пропадали як активний персонаж до кінця свого робочого дня. Доповнення The Sims 3: Ambitions дало можливість гравцю проконтролювати дії сіма під час його/її робочого дня і таким чином контролювати всю кар'єрну сходинку.
Новими кар'єрами є: детектив, пожежник, стиліст, мисливець за привидами та архітектурний дизайнер. Виконання службових обов'язків і завдань відбуваються під повним контролем гравця. Пожежник має ремонтувати технічне обладнання на пожежній станції, гасити пожежі в будинках, рятувати сімів з палаючих будівель. Детектив розв'язує справи та таємниці методом переконання чи підкуповування сімів для інформації, проникає в будинки задля пошуків доказів або проводить поліцейські нагляди на вулицях міста. Стиліста наймають задля зміни зачісок і одягу, оновлення макіяжу та виконання татуювання. Мисливець за привидами чистить будинки сімів від привидів та ожилих садових гномів. Архітектурний дизайнер змінює інтер'єри будівель, вкладаючись у певний бюджет, вказаний сімом-замовником.
У The Sims 3: Ambitions додали нову можливість смерті сіма: смерть від метеориту. Метеорит може впасти в будь-який час. При наявності разом із The Sims 3: Ambitions доповнення The Sims 3: Seasons, гравець може викликати метеорит граючи прибульцем. Якщо сім знаходиться під тінню метеорита, він впаде на сіма і вб'є його/її.

### Твінбрук (Twinbrook)
В доповненні з'явилася нова околиця під назвою Твінбрук. Найімовірніше назва походить від річки, яка роздвоюється в західній частині міста.
Місто Твінбрук акцентує увагу на нових кар'єрах і навичках (стилювання та винаходження), які були додані в Ambitions. Місто, яке розташоване на протоці, має велику кількість мостів. Можливо знаходиться в штаті Сімісуррі (як вказано в біографіях місцевих жителів Твінбрук). Більшість міста виконана у французькому стилі; наприклад, міська бібліотека має класичний французький дизайн із двома портиками, по одному з кожного боку при вході всередину.

### Професії
| Назва професії         | Опис | Платня рівня 1 | Платня рівня 10 |
| ---------------------- | --- | -------------- | --------------- |
| Пожежник               | Важливими навичками є атлетичність (athleticism) та майстерність (handiness). В обов'язки пожежника, окрім гасіння пожеж та рятування сімів, також входить догляд за сигналізацією та пожежною машиною в пожежній станції. На кар'єрний зріст також впливає соціалізація із колегами по службі. | § 276/тиждень  | § 2,480/тиждень |
| Детектив               | Детектив працює як фрилансер, що є унікальним варіантом серед усіх інших кар'єр. Часовий проміжок роботи є довільним і не приходиться на стабільні робочі години. В обов'язки детектива входить отримання справи через поліцейський відділок чи інтернет, влаштування зустрічі із сімом-замовником, виконання завдань та донесення рапорту сіму-замовнику наприкінці своїх розслідувань. | § 275/тиждень  | § 2,475/тиждень |
| Мисливець за привидами | Сім може використовувати різні інструменти задля захоплювання чи відлякування привидів. Впіймані привиди лишаються в інвентарі сімів, які потім можна продати за додаткові сімоліони. На десятому кар'єрному рівні, сіми отримують корисний інструмент, який дозволяє бачити всіх привидів на мапі міста. Це дозволяє полювати на привидів і в поза робочі години. Навичка логіки (logic) є важливою для цієї кар'єри. | § 280/тиждень  | § 2,480/тиждень |
| Стиліст                | Стиліст працює як і в салоні, так і виїжджає на дім до сімів-замовників. Сім, який став стилістом може змінювати зовнішність всіх інших сімів міста. Стилісти мають декілька нових соціальних можливостей, такі як схвалення чи несхвалення зовнішності інших сімів. Навичка малювання (painting) є важливою для цієї кар'єри. | § 182/тиждень  | § 2,306/тиждень |
| Архітектурний дизайнер | Архітектурний дизайнер може впливати на інтер'єри всіх житлових будівель міста. В обов'язки сімів, які стали архітектурними дизайнерами, входить придбання нових килимів, стільців, телевізорів чи книжних полиць або ж переробка інтер'єру всього будинку сіма-замовника. Характери сімів-замовників впливають на їх вимоги до інтер'єрного оновлення, наприклад, сіми, які ненавидять мистецтва не замовлять придбання картин; ощадні сіми будуть давати менший бюджет; технофоби рідко будуть замовляти придбання будь-якої електроніки, тощо. | § 272/тиждень  | § 2,480/тиждень |

### Інші додаткові можливості
Доповнення The Sims 3: Ambitions також додало нові риси характеру та навички для сімів.
Нова риса характеру «еко-дружній» робить сіма щасливішим, якщо він/вона подорожує по місту на велосипеді замість автівки, висушує одяг на вулиці замість використання сушильної машинки, зберігає електроенергію.
Нові навички включають винаходження (inventing) та скульптурування (sculpting). Навичка винаходження потребує металобрухт, який можна придбати за сімолеони або ж знайти на міському смітнику, та стіл для винаходжень. Предмети, створені з металобрухту, можна продати в магазині накладного продажу (Consignment Store). Навичка скульптурування потребує стіл для скульптурування. Скульптури можна виробляти із деревини, глини та льоду.
Також в грі з'явилася можливість детонувати об'єкти. За пошкодження чужого майна сіми отримують штраф; саме детонування може спричинити пожежу.

## Розробка доповнення
Скотт Еванс, генеральний менеджер The Sims Studio, сказав: «Різноманіття кар'єр, з яких можна вибирати незрівнянне і ми ніколи не давали гравцям можливість слідкувати за своїми сімами на роботі і впливати на їх дії під час робочого дня. The Sims 3 Ambitions змінює це. Дії гравців на роботі сіма тепер напряму впливають на його/її життя, громаду і околицю, та стають надзвичайно важливою частиною того, як взагалі грається гра».
Помічник продюсера Грант Род'єк пояснив, що ігровий процес базований на кар'єрі завжди був чимось, з чим команда хотіла мати справу. «Ми завжди тягнемося робити щось нове, щось, чого раніше ніколи не було в The Sims». Род'єк пояснює, що головний фокус доповнення спрямований на три елементи: зворотній зв'язок спільноти, те, що команда розробників хотіла зробити і обмеження програмного забезпечення.
Самостійна гра The Sims 3: Ambitions також була випущена для мобільних девайсів.

### Музика
Декілька відомих виконавців записали пісні на сімліші для The Sims 3: Ambitions. Робі Каукер, директор по звукам The Sims Studio, сказав: «Кожен раз беручись за створення саундтреку для доповнення, ми завжди підбираємо захопливу вібрацію гри до незвичайної лінії надзвичайно різноманітних виконавців. Потішно чути виконання пісні на сімліші, і я думаю фани будуть задоволенні їх найулюбленішими піснями і виконавцями всередині цієї гри, і не будуть вагатися відкрити для себе нові гурти, граючи в The Sims 3 Ambitions».
| Саундтреки The Sims 3 Ambitions | Саундтреки The Sims 3 Ambitions            | Саундтреки The Sims 3 Ambitions | Саундтреки The Sims 3 Ambitions |
| #                               | Назва                                      | Виконавець                      | Тривалість                      |
| ------------------------------- | ------------------------------------------ | ------------------------------- | ------------------------------- |
| 1.                              | «Need You Now»                             | Lady Antebellum                 | 4:38                            |
| 2.                              | «Savior»                                   | Rise Against                    | 4:02                            |
| 3.                              | «Pyramid»                                  | Чаріс Пемпенгко                 | 4:07                            |
| 4.                              | «Bang Bang»                                | Мелані Фіона                    | 3:28                            |
| 5.                              | «Make My Heart»                            | Тоні Брекстон                   | 3:27                            |
| 6.                              | «Animal»                                   | Neon Trees                      | 3:32                            |
| 7.                              | «Shark in the Water»                       | V V Brown                       | 3:02                            |
| 8.                              | «Number One Enemy»                         | Daisy Dares You                 | 3:47                            |
| 9.                              | «This Too Shall Pass»                      | OK Go                           | 3:08                            |
| 10.                             | «Early Morning»                            | Old 97's                        | 2:50                            |
| 11.                             | «As Long As There Is Whiskey In The World» | Murder by Death                 | 3:15                            |
| 12.                             | «Restoration»                              | The Acorn                       | 3:24                            |
| 13.                             | «Cooler than Me»                           | Майк Познер                     | 3:36                            |
| 15.                             | «Tea Party»                                | Керлі                           | 3:29                            |
| 16.                             | «Come And Get It»                          | Ілі "Paperboy" Рід              | 3:33                            |
| 17.                             | «Lock My Heart Down»                       | Хал Лінтен                      | 3:16                            |
| 18.                             | «Until It's Gone»                          | Ренді Фостер                    | 4:01                            |
| 19.                             | «Setback»                                  | The Constellations              | 3:42                            |

## Рецензії
| Агрегатор    | Оцінка |
| ------------ | ------ |
| GameRankings | 75.93% |
| Metacritic   | 74 %   |

| Видання        | Оцінка |
| -------------- | ------ |
| GameSpot       | 8      |
| IGN            | 8.0    |
| PC Gamer (США) | 85     |

Ентоні Геллегос з IGN сказав, що: «Це не перевинаходить серію, але це набагато істотніше, ніж більшість інших доповнень». Кевін ВанОрд з GameSpot назвав доповнення «вдумливим та чудовим розширенням, сповненим дотепності та характеру». Ден Стейплетон з PC Gamer дав грі 85 з 100, схвалюючи нове доповнення та кар'єри.